# Marley Marl
Marley Marl, właściwie Marlon Williams (ur. 30 września 1962 w Nowym Jorku) – amerykański producent hip-hopowy. Założyciel Juice Crew, w którym był również głównym producentem. Współpracował z takimi artystami jak The Notorious B.I.G., Eric B. & Rakim, LL Cool J, Capone-n-Noreaga. W 2007 roku razem z raperem o pseudonimie KRS-One wydał album Hip Hop Lives.

## Dyskografia

### Albumy solowe
- In Control Volume I (1988)
- In Control Volume II (1991)
- Hip Hop Dictionary (2000)
- Re-entry (2001)

### Kompilacje
- House Of Hits (1995)
- Best Of Cold Chillin (2001)

### Wyprodukowane albumy
- MC Shan – Down by Law (1987)
- Biz Markie – Goin' Off (1988)
- MC Shan – Born to Be Wild (1988)
- Kool G Rap & DJ Polo – Road to the Riches (1989)
- Roxanne Shanté – Bad Sister (1989)
- Craig G – The Kingpin (1989)
- Tragedy Khadafi – Intelligent Hoodlum (1990)
- LL Cool J – Mama Said Knock You Out (1990)
- KRS-One & Marley Marl – Hip Hop Lives (2007)
- Craig G & Marley Marl – Operation Take Back Hip Hop (2008)